# Verlorene Eier

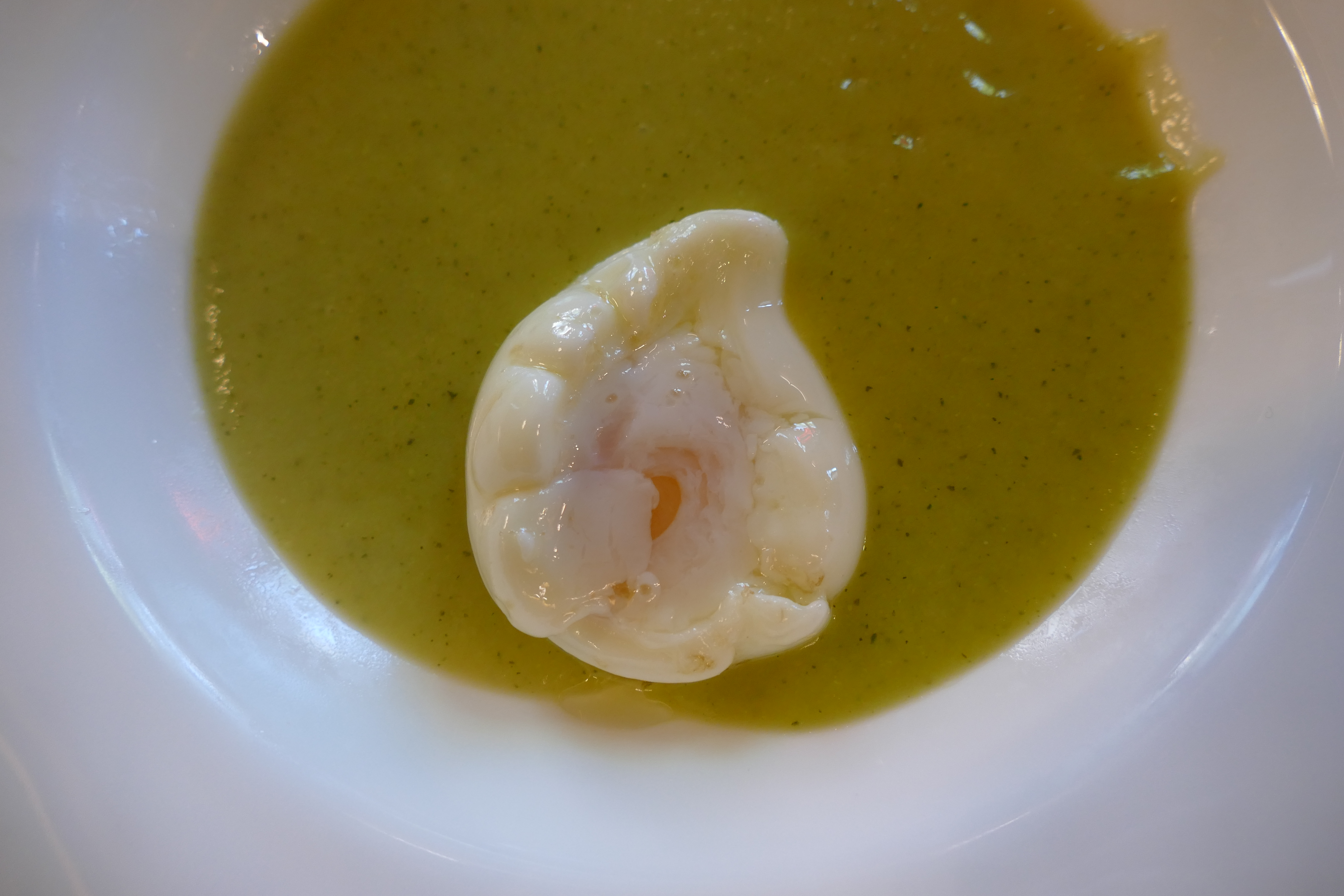
Pochiertes Ei als Einlage in einer Spinatsuppe

Verlorene Eier oder pochierte Eier sind Eier, die ohne Schale in knapp siedendem Wasser sanft gegart (pochiert) werden. Der Name „verlorenes Ei“ kommt vom Windei – einem Ei, das aufgrund von Kalziummangel keine Schale hat.

## Zubereitung
Zur Zubereitung werden frische Eier einzeln in eine Schöpfkelle oder eine Untertasse geschlagen, um sie vorsichtig in knapp siedendes und mit etwas Essig versehenes Wasser gleiten zu lassen. Der Essig bewirkt eine schnellere Gerinnung des äußeren Eiweißes. Diese schnell geronnenen Teile des Eis halten die restliche Masse zusammen und verhindern, dass sich das Ei im siedenden Wasser verteilt. Das Eiklar sollte den Dotter umhüllen, was etwas Übung verlangt. Nach drei bis vier Minuten werden die Eier herausgenommen, abgeschreckt, vorsichtig zum Abtropfen auf Küchenpapier gelegt und gegebenenfalls unregelmäßige Ränder abgeschnitten.
Es wird auch folgendes Verfahren erwähnt: man bringt einen Topf mit Wasser beinahe zum Kochen und rührt, sodass ein Strudel entsteht. In diesen Strudel wird das vorher aufgeschlagene Ei verbracht und nicht mehr bewegt.

## Als Zutat für Speisen
Verlorene Eier werden häufig zu Spinat serviert und sind Bestandteil verschiedener klassischer Gerichte wie z. B.:
- Verlorene Eier Beaugency auf gekochten, in Butter gedünsteten Artischockenböden, mit Sauce béarnaise und einer Scheibe Rindermark bedeckt
- Verlorene Eier Joinville auf runden Croûtons mit Garnelenschwänzen und -sauce
- Verlorene Eier Rossini auf Blätterteigböden mit gebratenen Gänseleberscheiben, Madeirasauce und Trüffeln
- Verlorene Eier Villeroy, mit Sauce Villeroy überzogen, paniert und mit Tomatensauce serviert
- Eggs Benedict auf englischen Muffins mit Schinken und Sauce Hollandaise
- Verlorene Eier in Senfsoße
- Schakschuka, pochierte Eier in Tomatensoße
- Çılbır, ein türkisches Gericht aus pochierten Eiern mit Joghurt

Die in der Schale gegarten japanischen Onsen-Tamago haben aufgrund der speziellen Garmethode eine ähnliche Konsistenz wie verlorene Eier.

## Simplifizierung
Vor allem in Großküchen werden gekochte und geschälte Eier häufig als „Verlorene Eier in …“ bezeichnet, was nur eine Beschönigung ist und mit dem eigentlichen Eiergericht nichts zu tun hat.